# Axelle Stiefel
Axelle Stiefel, geboren 18. Juni 1988 in New York, USA ist eine schweizerisch-französische multidisziplinäre Künstlerin. Sie lebt und arbeitet in der Schweiz, vorwiegend in Genf, Lausanne und Basel. Zusammen mit der Gruppe Annexe gestaltet sie die Ausstellung im Schweizer Pavillon an der Architektur-Biennale in Venedig 2025.

## Ausbildung und Werdegang
Axelle Stiefel schloss 2011 ihren Bachelor in Bildender Kunst an der Ecole Cantonale d’art de Lausanne / School of Art & Design (ECAL) ab, 2015 erhielt sie ihren Mastergrad an der LUCA School of Arts in Belgien und 2018 den Master in Design Textil an der Hochschule Luzern - Design & Kunst. Die erste Residenz 2013 im Wiels – Zentrum für zeitgenössische Kunst in Brüssel basierte auf dem Austausch verschiedener Akteure, die unter der Leitung der Künstler Willem Oorebeek und Simon Thompson dort versammelt waren. Ein entscheidender Schritt in der Entwicklung ihrer Praxis war das Peer-to-Peer-Prinzip für experimentelle Kunstpraktiken – ein Prinzip, das sie in ihre Arbeit integrierte und in den folgenden Jahren weiterverfolgte. Mit verschiedenen weiteren Kollaborationen und Residenzen wie 2017 im Frans Masereel Centrum, 2020 bei La Dépendance in St-Imier und im Sitterwerk in St. Gallen stärkte sie ihre Medienkenntnisse, baute internationale Netzwerke auf und konnte ihre kollektive Arbeit weiterentwickeln. 2023 konnte Axelle Stiefel mit der Residenz TaDA ein Programm kennenlernen, das die Schweizer Textilindustrie durch interdisziplinären Austausch wiederzubeleben versucht. Diese Initiative von den Kantonen St. Gallen, Thurgau und Appenzell Ausserrhoden machte es ihr möglich, ihren Aufenthalt als Feld für eine Forschung mit den Mitteln der Kunst, ihre Forschung zum Weben, textilen Qualitäten und Narration weiterzuspinnen.

## Arbeitsweise
Sie ist eine multidisziplinäre Künstlerin, die mit verstärkter Stimme, Textilien, Installationen, Medien und Performance arbeitet. Sie spielt mit Wiederholung, Verschiebung und Echo und schafft Räume kollektiver ästhetischer Erfahrung von Wissensvermittlung. Sie verfolgt eine Forschungslinie, den sogenannten roten Faden, der auf Metaphern als vorbegrifflichen und vorsprachlichen, kulturellen Denkmustern aufbaut. Ein Prinzip in ihrer Arbeit ist es, Dinge wiederzuverwenden, zu reparieren und ihren Ortswechsel zu begleiten, also die Wege zu zeigen, auf denen sie lokalisierbar und wiedererkennbar werden und die Bedeutungswechsel als Raum der Verschiebung zu aktualisieren. In ihren Präsentationen werden Kontinuität und Geschichten als Zone der Bewegung erfahrbar. Die Zirkulation von Ideen, der Fluss von Informationen und Reflexionen ermöglichen einen fließenden Raum, in dem der Betrachter an der Logik der Ausstellung teilnimmt. Anlässlich der Verleihung des Förderpreises der Verwertungsgesellschaft ProLitteris beschrieb Hinrich Sachs die Qualität von Axelle Stiefels Arbeit als raffinierte Erzählung, die in vitalen, präzisen und gleichzeitig rätselhaften Installationen mit textilen Objekten, Video- und Audiofragmenten historische Motive als treffende Stimme der Gegenwart zu aktivieren vermag und neue Spielräume von Subjektivität eröffnet. Die Künstlerin ist in verschiedene Organisationen und Kollektive eingebunden und sieht das Knüpfen von Beziehungen als Teil ihrer künstlerischen Arbeit. Die performative Plattform vorstellen.network, die von Elisa Storelli, Axelle Stiefel und Philipp Klein initiiert wurde, bietet als Website ein System für den Austausch zwischen Künstlern und Kulturschaffenden.

## Beitrag zur 11ten Internationale Architekturausstellung La Biennale di Venezia 2025
Annexe entwickelte an der Schnittstelle von Architektur und Performance ein Konzept für die Ausstellung im Schweizer Pavillon. Beteiligt sind die Architektinnen Elena Chiavi, Kathrin Füglister, Amy Perkins und Myriam Uzor mit der Künstlerin Axelle Stiefel und der Grafikdesignerin Emma Kouassi. Ihr Projekt setzt sich mit der Zeitgenossin des Architekten Bruno Giacometti, der den Schweizer Pavillon in den Giardini della Biennale di Venezia entwarf, Lisbeth Sachs auseinander. Das Projektteam arbeitet mit der temporären Kunsthalle von Lisbeth Sachs, die für die schweizerische Ausstellung für Frauenarbeit (SAFFA) 1958 in Zürich errichtet wurde und verwebt die beiden Architekturen für die Architekturbiennale.

## Ausstellungen (Solo)
- 2013:  Axelle Stiefel. L’Intermittent du Spectacle, WIELS, Brüssel
- 2017: Axelle Stiefel. Das Herz, Forde, Genf[11]
- 2018: Axelle Stiefel. La chambre d'écoute, Corner College, Zürich[5]
- 2019: Axelle Stiefel. Handarbeit, Grand Palais, Bern[12]
- 2022: Axelle Stiefel. Fantasma, Salle Crosnier, Genf[13]

## Ausstellungen (Gruppe)
- 2013: Seigneur, accorde à l'esprit un crédit à la production. Axelle Stiefel und Tristan Lavoyer in  at Circuit, Lausanne[14]
- 2014: Le Magasin, Grenoble
- 2017: Something Stronger Than Me, WIELS, Brüssel[15]
- 2018: Kiefer Hablitzel / Göhner Kunstpreis, Güterschuppen Glarus, Kanton Glarus[16]
- 2018: Swiss Art Awards 2018, Messe Basel, Basel
- 2018: Alpina Huus - Vedo non Vedo, Istituto Svizzero, Rom[17]
- mit Alizée Lenox, Grossi Maglioni, Beatrice Marchi, Julie Monot, Axelle Stiefel, Eva Zornio, Martina-Sofie Wildberger
- 2018: Digital Ecologies, Center for Contemporary Art, Plovdiv[18]
- 2019: Costanza Candeloro, Axelle Stiefel. Dépendence de l'air, Riverside Space, Worblaufen
- 2019: Dépendance de l’air, riverside, Bern[19]
- 2019: TechnoCare, Kunstraum Niederösterreich, Wien[20]
- 2019: room 4, CAN Centre d’art Neuchâtel, Neuenburg[21]
- 2019: Pickpocket, Kunst Raum Riehen,  Riehen
- 2020: H or the Audience, Fri Art, Kunsthalle Fribourg[22]
- 2020: For at Milieu, Milieu, Bern[23]
- 2022: Premises, Kunstraum Klingenthal, Basel[24]
- 2022: Skulpturengarten bei der Biennale, Genf[25]
- 2024: Interstitches, CAN Centre d’art Neuchâtel, Neuenburg[26]

## Performance
- 2024: Kormoran (nach Monika Günther und Ruedi Schill), Performance Axelle Stiefel & Laura-Issé Tusevo, Turbinenhalle Giswil
- 2024: Interstices, Juliette Uzor, Axelle Stiefel, CAN Centre d’Art, Neuenburg
- 2024: Tanzperformance (ah ah ah) (Theaterfassung), Juliette Uzor, Axelle Stiefel, Gessnerallee Zürich
- 2022: Calling The Operator von Axelle Stiefel und Octave Magescas, bei Performées #2, Villa du Parc, Annemasse[27]
- 2021:  24 Stunden – für Joseph Beuys, Kunstmuseum Basel, Basel[28][29]
- 2020: …of Angels and Apocalypse, Derek Jarman’s Complex, Istituto Svizzero, Mailand[30]
- 2019: codex operator, Room 4 , CAN Centre d'Art Neuchâtel
- 2018:  Axelle mit Judith, mit Judith Huber, Progr Performance Platform, Bern[31]
- 2018: codex operator, Istituto Svizzero, Rom
- 2017: Lire dans les choses, mit Federico Nicolao, la Nuit des Idées, Paris[32]
- 2015: Feminist Rock Salt Presents von Deniz Unal, Anna Maria Pinaka, Diana Policarpo. Zur Ausstellung Does Not Equal , W139, Amsterdam[33]
- 2015: Operating Theatre, Institut de Carton, Brüssel[34]
- 2014: Performance Proletarians!!!, Conference mit Lili Reynaud Dewar, Benjamin Valenza, Mathis Collins, Le Magasin, Grenoble
- 2012: Wir geben nicht an, wenn wir auf einem lebenden Tier sitzen, Klappfon, New Jerseyy, Basel[35]

## Auszeichnungen
- 2013: Residenz bei WIELS, Brüssel
- 2018: Kiefer Hablitzel / Göhner Kunstpreis
- 2020: Swiss Emerging Artist Prize[36]
- 2021: Kunstpreis Prolitteris, Verwertungsgesellschaft für Literatur und bildende Kunst, ProLitteris
- Veröffentlichungen

Das ANT-Magazin, das sie anlässlich der Swiss Art Awards 2020 herausgibt, die Verteilung einer Hybridzeitung (digital/analog) anlässlich der Biennale Sculpturegarden in Genf 2022
- 2020–24: Axelle Stiefel (Hrsg.), Artist Network Theory No.1/No.2, Artist Network Theory mag.[37]
- 2019: TechnoCare, Kunstraum Niederösterreich, Verlag für moderne Kunst, Wien
- 2018: Kiefer Hablitzel: Göhner Kunstpreis 2018,  Verlag für moderne Kunst, ISBN 978-3-903228-37-5